# ميلف (فلم)
ميلف هو فيلم كوميدي فرنسي من إخراج أكسيل لافونت وبطولة ماري جوزيه كروز، فيرجين ليدويين وأكسيل لافونت، صدر الفيلم في فرنسا في 2 مايو 2018.